# Can Prunera
Can Prunera (o Can Magraner; en castellano, Casa Magraner) es un museo de arte modernista situado en Sóller (Mallorca, Islas Baleares, España).
Se trata de un monumental casal de planta noble, tres pisos y planta subterránea, construido entre 1909 y 1911 por Joan Magraner Oliver (alias Joan Prunera), inmigrante sollerense enriquecido gracias a sus negocios frutícolas en Francia. El edificio sigue la estela artística del modernismo arquitectónico tan en boga en aquellos tiempos en Sóller, pero con especial preponderancia del Art Nouveau francés, fruto de los estrechos vínculos de esta ciudad con Francia. No se sabe con seguridad quién fue su arquitecto, pero todos los indicios apuntan a Juan Rubió Bellver, también autor del diseño del edificio del Banco de Sóller y de la fachada modernista de la Iglesia parroquial de Sant Bartomeu, ambos en la Plaza de la Constitución de Sóller. Bellver era discípulo y ayudante de Antoni Gaudí cuando éste llegó a Mallorca para reformar la Catedral de Palma, de ahí su notable presencia en el modernismo arquitectónico de Mallorca.
La casa fue domicilio particular hasta hace pocos años. En 2006 fue adquirida por el Ferrocarril de Sóller y luego gestionada por la Fundació Tren de l'Art,
presidida por el editor, empresario y coleccionista de arte sollerense Pedro A. Serra. Desde entonces se procedió a su completa restauración, cofinanciada por el Gobierno autonómico de las Islas Baleares y la Unión Europea. Bajo la dirección del arquitecto Luis A. Corral Juan el casal fue restaurado hasta el más mínimo detalle, recuperando su esplendor original: mobiliario de la época, vidrieras, enlosados o jardinería fueron excelentemente recuperados, fieles al diseño original.
La nueva casa museo abrió sus puertas el 24 de agosto de 2009 en una solemne inauguración, a la que asistieron las principales autoridades de las Islas Baleares.

## Edificio
El casal se encuentra en la calle de sa Lluna núm. 90, y dispone de las siguientes dependencias:
- Sala de exposiciones temporales - Sala permanente Juli Ramis Palau (planta subterráneo)
- Casa museo, biblioteca de arte y centro de interpretación del Modernismo (planta noble, primera y segunda)
- Sala de exposición permanente - Colección Serra (tercera planta)
- Jardín para actos diversos (patio interior)
- Entrada, tienda y sala de actos (fincas de sa Lluna núms. 86 y 88, anexos de moderna construcción)

El horario de visita es de martes a domingo, de 10:30 a 18:30 horas. En temporada alta (abril-septiembre) abre todos los días.

## Colección
La casa museo acoge una colección de arte contemporáneo de los siglos XIX y XX de artistas nacionales e internacionales, y es fundamentalmente pictórica. Una pequeña parte son obras de la segunda mitad del siglo XIX y primera mitad del XX, en parte contemporáneas del tiempo de Can Prunera pero abarcando estilos muy diferentes, desde el academicismo más convencional hasta las vanguardias pictóricas, destacando las creaciones de Joan Miró. La mayoría de su fondo artístico lo componen obras de pintores contemporáneos de finales del siglo XX, principalmente mallorquines. En conjunto, la mayoría de obras allí expuestas no tienen nada que ver con la estética modernista del casal. 
Aparte del ámbito pictórico también hay algunas esculturas (todas ellas de autores contemporáneos), así como algunas cerámicas de Picasso, dos salas con una colección de muñecas antiguas de los siglos XIX y XX de León López, y una biblioteca especializada en arte (especialmente Joan Miró).
Toda la colección de Can Prunera es privada. En gran parte pertenece al empresario y coleccionista Pedro A. Serra, que como Presidente del Patronato de la Fundació Tren de l'Art y estrechamente vinculado al Ferrocarril de Sóller impuso la exhibición de parte de su colección personal a cambio de su apoyo para la adquisición y restauración del Casal. De ahí que la exposición apenas tenga que ver con el estilo modernista del edificio y que la colección contenga constantes referencias a su propietario.
Desde su inauguración, el Museo ha recibido multitud de donaciones de artistas o coleccionistas para que sus obras pudieran ser expuestas públicamente, con el objetivo de dar a conocer jóvenes creadores, reivindicar autores olvidados o exponer obras hasta entonces inéditas. Son tanto esculturas como pinturas en proporciones similares. No se sabe con exactitud quien es el titular actual de las mismas, si la Fundació Tren de l'Art o Pedro A. Serra, y en qué condiciones.
Mención aparte merece la sala dedicada a Juli Ramis Palau, pintor vanguardista sollerense, la cual está formada por una docena de cuadros cedidos por particulares que poseían en sus domicilios y eran desconocidos por el gran público.
El hecho de que Pedro A. Serra sea propietario de un importante grupo de comunicación (el Grupo Serra) ha favorecido que el Museo esté constantemente presente en los medios de su propiedad ya desde antes de su inauguración, lo cual ha favorecido su pronta popularidad y afluencia de público.
Aparte de las peculiares circunstancias del funcionamiento del Museo, el edificio es un ejemplo de arquitectura civil modernista de gran valor y un ejemplar excepcional de simbiosis del Modernismo catalán y el Art Nouveau francés, fruto del especial dinamismo económico y social que se respiraba en Sóller en aquellos tiempos, tan particular y diferente al del resto de Mallorca y de las Islas Baleares.